# グレゴリ青山

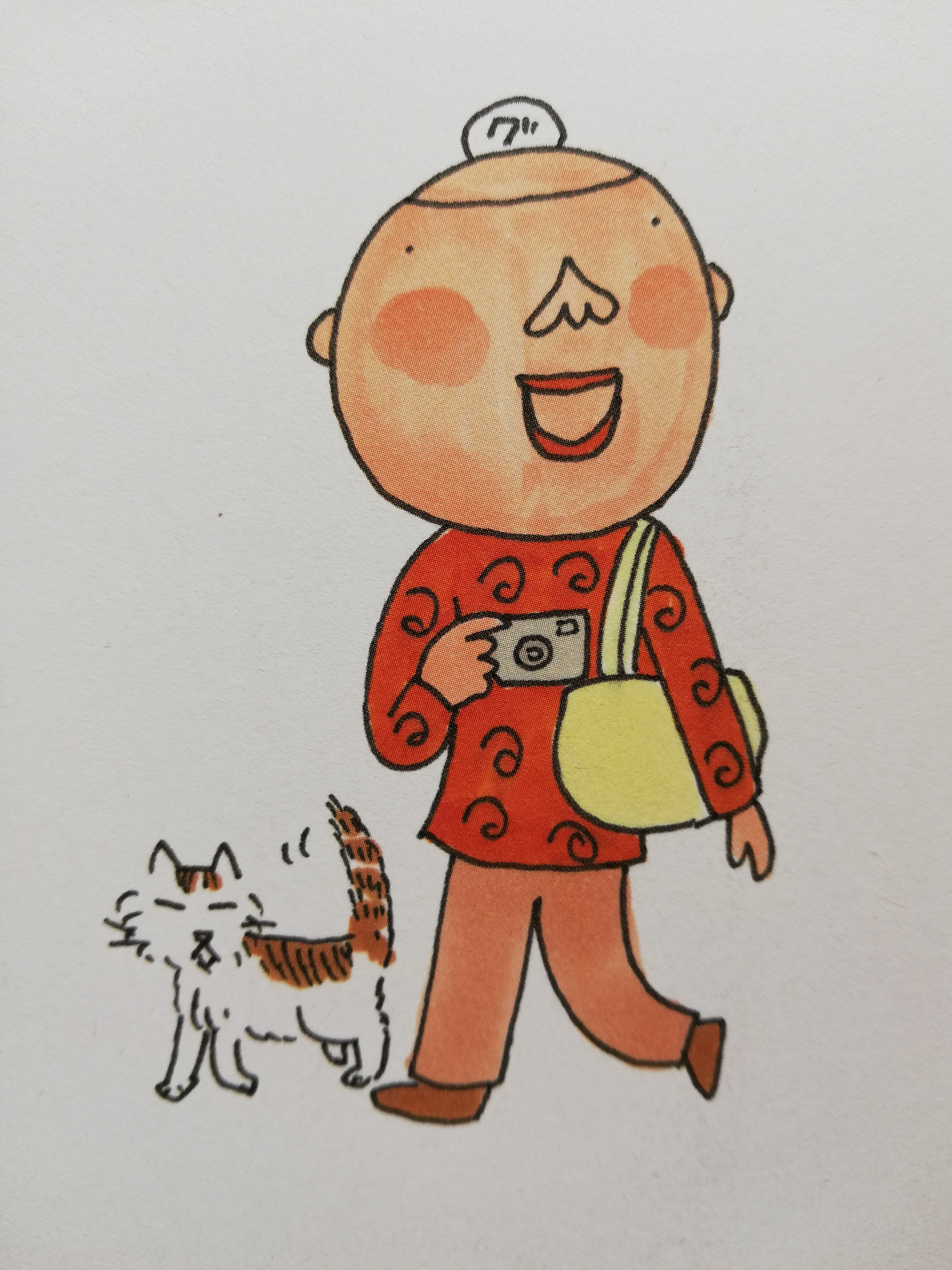
グレゴリ青山

グレゴリ 青山（グレゴリ あおやま、1966年11月10日- ）は、日本の画家・漫画家。京都出身・女性。京都府亀岡市在住（2024年現在）。本名：非公開。血液型AB型、さそり座。ペンネームの由来は映画『ローマの休日』の主演男優グレゴリー・ペックから。

## 経歴
高校卒業後、大阪の古本屋でアルバイトをしながら商業美術の夜間専門学校へ通いグラフィックデザインを学ぶが、卒業を前に中退し中国への一人旅を敢行。帰国後もアルバイト、また旅行とバックパッカーとしてアジア各国を巡り歩くような生活を通して、画家としての創作活動を行う。
同人誌『遊星通信』で四コマ漫画「ひみつのヒッピーちゃん」を投稿し水墨画風のイラストで人気を得て、編集長であった蔵前仁一に見出され29歳で漫画家としてデビューした。
2018年『深ぼり京都さんぽ』により、京都本大賞の京都ガイド本大賞・リピーター部門を受賞。

## 主な作品
- 旅のグシリーズ
  - 旅のグ（旅行人、単行本（ソフトカバー）、1996年6月）- 新装版 旅のグ ちくま文庫  2013年
  - 旅のグ（2）月は知っていた（旅行人、単行本、2004年10月）- 新装版 旅のグ2 ちくま文庫  2013年
- バックパックシリーズ
  - 旅で会いましょう。大人の週末バックパック（メディアファクトリー、単行本、2001年7月）
  - ふたたびの旅。－大人の週末バックパック（メディアファクトリー、単行本、2002年6月）
  - 旅のうねうね（TOKIMEKIパブリッシング、単行本、2012年8月14日）
- ひみつの観光公司シリーズ
  - ひみつのグ印観光公司（講談社、コミック、1998年3月）
- グ印シリーズ
  - グ印亜細亜商会（旅行人、単行本、2003年5月）
  - グ印観光（メディアファクトリー、単行本、2004年7月）
  - グ印関西めぐり（濃口）（メディアファクトリー、単行本（ソフトカバー）、2007年10月3日）
- 京都シリーズ
  - ナマの京都（メディアファクトリー、単行本、2004年7月）
  - しぶちん京都（メディアファクトリー、単行本、2006年）
  - ねうちもん京都（メディアファクトリー、単行本、2011年）
  - 京都「トカイナカ」暮らし（集英社インターナショナル、2015年）
  - 深ぼり京都さんぽ（集英社インターナショナル、2017年）- 『京都深掘りさんぽ』小学館文庫 2020年
- マダムGの館
  - マダムGの館　〜月光浴篇〜（小学館、単行本、2010年7月14日）
  - マダムGの館　〜黒猫篇〜（小学館、単行本、2012年8月14日）
- ブンブン堂のグレちゃん-大阪古本屋バイト日記（イースト・プレス、単行本、2007年5月17日）- ちくま文庫 2013年
- 田舎暮らしはじめました 〜うちの家賃は5千円〜（メディアファクトリー、単行本、2009年11月20日）
- 薄幸日和（小学館、単行本、2014年）
- スケオタデイズ
  - スケオタデイズ 戦慄のフィギュア底なし沼（KADOKAWA、単行本、2015年）
  - スケオタデイズ 飛び出せ！海外遠征編（KADOKAWA、単行本、2016年）
- グレさんぽ[5]
  - グレさんぽ 琵琶湖とかインドとか（小学館、単行本、2017年8月）
  - グレさんぽ 猫とかキモノとか京都とか（小学館、単行本、2020年6月）
  - グレさんぽ コロナとか養蜂とか京都とか（小学館、単行本、2023年3月）
- コンパス綺譚（龜鳴屋、限定版単行本、2017年）
- 京博 深掘りさんぽ（小学館文庫 2023年）

## 装画担当
- 外地探偵小説集シリーズ（せらび書房） - 漫画の絵柄とは違った、画家として活動していた時代の、戦前レトロな絵柄で描かれている。
- 朝日新聞　関西版夕刊「まだまだ勝手に関西遺産」のイラストを２００９年から担当[6]。現在も継続中